# 楽天主義
楽天主義（らくてんしゅぎ）とは、オプティミズム（optimism）の訳語の一つ。楽観主義（らっかんしゅぎ）ともいう。哲学上では最善説（さいぜんせつ）と訳され、苦悪などがこの世に存在するにもかかわらず、この世界は全体的に見て存在し得る世界の中でもっともよいとする考え方である。対義語は悲観主義（ペシミズム）。optimismは、物事をうまくゆくものと考える「楽観的」、くよくよせず物事を明るい方に考える「楽天的」という意味で使われることもある。
19世紀半ばにアメリカで起こったニューソートに始まる、ポジティブな姿勢を保ち「思考そのもの」を変えることで現実を変えることを目指す思考法は、「積極思考（ポジティブ・シンキング）」を参照のこと。

## 哲学の楽天主義
哲学では、ドイツのライプニッツの予定調和を主張する最善説が由来と見做される。ライプニッツは、現実世界は可能なすべての世界の中で、最善のものであると考えた。かれはまず想定可能なすべての世界を考える。しかし、このうち、内部に論理的な矛盾を孕む世界はそもそも現実化可能ではない。そこで、この共可能的な事象の組み合わせからなる複数の可能な世界のうち、どのような世界が（神によって）実現されたかが問題となる。そこで、かれは、神は定義に善なるものであることが含まれているのだから、選択された世界は最善であったはずだ、と主張した。
フランスのヴォルテールは匿名で発表した小説「カンディード」で最善説を揶揄・批判した。
プラトン、アウグスティヌスなども善を積極的な存在と見なすところは楽天主義（最善説）的である。すなわち、善に、何らかの意味で、存在論的優位を認めた、という点ではそういうことも可能ではある。もっとも、このような意味でオプティミズムという用語を使うことは必ずしも一般的ではない。

## 楽天的・楽観的
グラスに半分残った水を見て「まだ半分もある」と言うのは楽天主義者（楽天的思考）、「もう半分しかない」というのは悲観主義者（悲観的思考）という有名な性格判断法がある。これは英語ではGlass Half Empty or Half Full? という定番の言い回しになっている。
若い人たちは、年配の人たちよりも世の中に対して楽観的である。オックスフォード大学感情神経科学センター教授のエレーヌ･フォックスの2009年の論文では、「セロトニン運搬遺伝子」の型が楽観・悲観を決める可能性が示唆されていた。しかし、パーキンソン病から復帰した不屈の楽観主義者マイケル・J・フォックスの依頼で遺伝子を調べたところ、悲観的なタイプという結果だった。これを受けて研究を続けた結果、悲観的と思われていた遺伝子の型は、外界の影響をうけやすい型であり、逆境で悲観的になる一方、良いことを経験すればより高い幸福を感じ、最大の利益を引き出せるタイプであることが分かった。遺伝子の型によって楽観・悲観は決まっているわけではなく、生育環境の影響が大きくある。マイケル･J･フォックスの場合、変わり者とみなされていた幼少時に、彼を肯定し励ましたやさしい祖母の影響が大きいのではないかと推察されている。研究では、大人でも楽観・悲観は、継続的な訓練で変えることができると考えられている。アメリカのハーバード大学医学部によると、楽観的な人は目標を達成しやすいということで、やはり楽観性は大切なのだそうである。